# Rio del Grimani
Pour les articles homonymes, voir Grimani.
Ne doit pas être confondu avec rio de Ca'Moro ou rio dei Servi.
 (juillet 2024).
Si vous disposez d'ouvrages ou d'articles de référence ou si vous connaissez des sites web de qualité traitant du thème abordé ici, merci de compléter l'article en donnant les références utiles à sa vérifiabilité et en les liant à la section « Notes et références ».

Le rio del Grimani (aussi appelé Moro ou Riello dei Servi) est un canal de Venise dans le sestiere de Cannaregio en Italie.

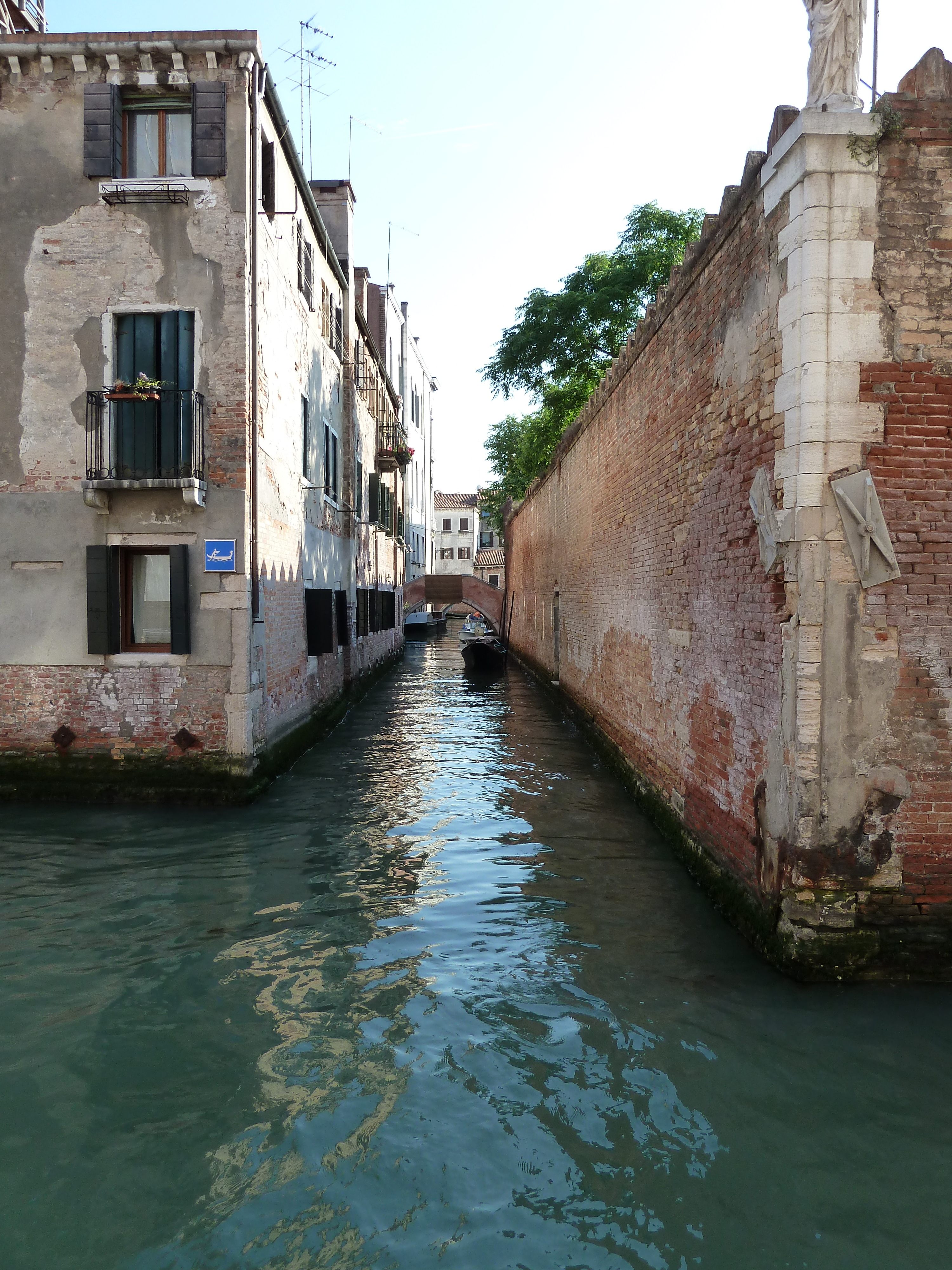
Le rio del Grimani

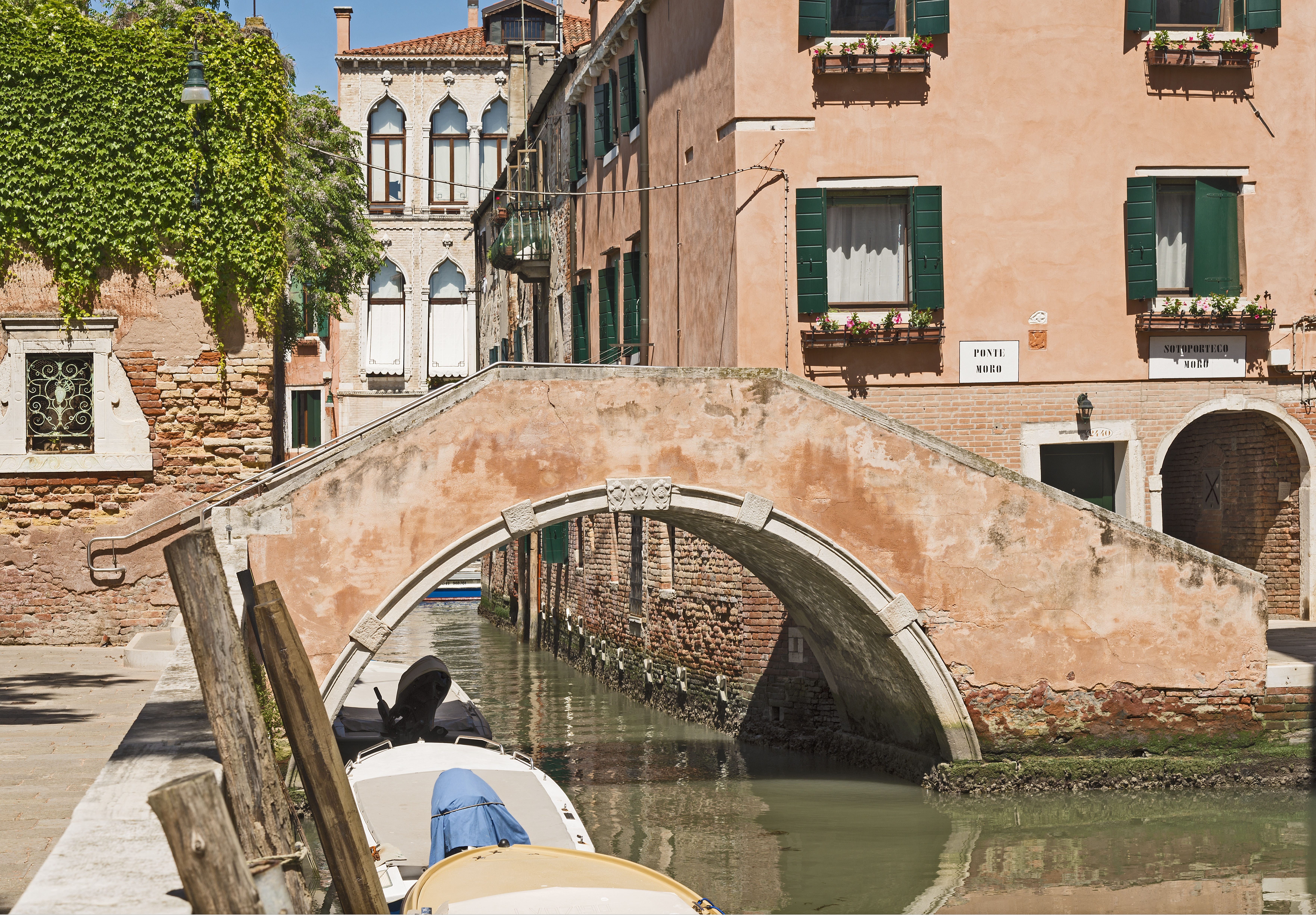
Le ponte Moro

## Origine
Les Grimani sont une famille vénitienne dont est issu le doge Marino Grimani. Ils ont fait bâtir divers palais à Venise.

## Description
Le rio del Grimani a une longueur de 85 m. Il part du canal formé par les rio de Santa Fosca et dei Servi vers le nord-est jusqu'au rio de la Misericordia.

## Situation
- Ce rio croise le rio del Trapolin à mi-chemin.
- Il longe le palais Emo Diedo entre le rio del Trapolin et le rio de Santa Fosca.
- Il longe le palais Grimani (Fondamenta Daniele Canal, 2380-81) et ses jardins sur la rive ouest.

## Ponts
- Ce canal est traversé par :
  - le ponte Moro sur le fondamenta Trapolin et parallèle au rio du même nom;
  - le ponte Diedo, reliant le fondamenta du même nom au Fondamenta Daniele Canal.